# L'altra parte del mondo
L'altra parte del mondo (Morgan's Run) è un romanzo storico di Colleen McCullough, pubblicato nel 2000. 
Il libro è stato tradotto in 18 lingue.
In Italia è stato pubblicato nel 2001 nella traduzione di Giovanna Scocchera e Fabio Melarti.

## Trama

### Parte Prima (Agosto 1775 - Ottobre 1784)
A Bristol, la famiglia Morgan trascorre una vita tranquilla e rispettabile. Il padre, Dick, è proprietario di una taverna (il Cooper's Arms) e riceve aiuto nella gestione dalla moglie Mag, dalla nuora Peg e dal primo figlio, Richard. I due giovani hanno una bimba di nome Mary. Nella taverna passa il suo tempo un giornalista satirico di nome James Thistlethwaite e molto spesso vengono in visita i parenti, il farmacista "Cugino James" e il prelato "Cugino James".
Richard, il protagonista del libro, era stato un fanciullo promettente: aveva frequentato con profitto la scuola della chiesa Anglicana, quindi era stato collocato presso un armaiolo ebreo portoghese per esserne apprendista. In tal modo il giovane era in grado all'occorrenza di guadagnarsi la vita anche fuori casa, ma il suo mestiere dipendeva dalla richiesta del governo in caso di guerra. Nel 1776 le colonie d'America proclamano l'indipendenza e la guerra scoppia. Richard, artigiano libero e molto richiesto, lavora e risparmia una somma notevole, oltre ad aiutare i genitori.
Ma la sorte non è benigna con Richard e la moglie; i due perdono la piccola Mary a causa del vaiolo. Nasce un secondo figlio, chiamato William Henry e viene sottoposto al vaccino, per preservarlo dalla terribile malattia. Il bimbo cresce sano e intelligente, ma la madre, troppo apprensiva, cade in una depressione e rifiuta di trasferirsi in un luogo più salubre, nonostante che Richard abbia risparmiato solo per questo. Quando sembra stare meglio, Peg viene stroncata a ventisette anni da un colpo. Oltre al prevedibile dolore, Richard si sente defraudato di una vita migliore perché nel frattempo ha investito il suo denaro in un'impresa che poi è fallita, e quindi ha perso tutto.
Per raddrizzare la situazione economica e per garantire lo studio al figlio, Richard prende servizio in una fabbrica di rum come saldatore delle tubature. Così un giorno scopre una produzione clandestina che sottrae al Dazio molte tasse. Porta avanti la denuncia, ma l'intervento delle guardie è troppo goffo e i criminali non sono colti sul fatto. Pochi giorni dopo il piccolo William Henry, facendo una passeggiata con un insegnante, viene molestato e, per sfuggire, si getta nel fiume e scompare. L'insegnante si accusa della morte del piccolo e si toglie la vita, però Richard si aggrappa alla speranza che il bambino sia vivo da qualche parte e in tal modo smette di comportarsi in modo razionale.
Allora le persone da lui denunciate ordiscono un piano per rovinarlo. Richard è adescato da una donna, Annemarie Latour, e i due vanno a convivere, poi lei si fa trovare con Trevillian, ricco gentiluomo implicato nella truffa del rum. Questo è in pieno e palese rapporto sessuale con Annemarie e ne segue una violenta reazione di Richard. Tutto ciò non lo condannerebbe, ma una serie di testimonianze comprate e soprattutto la sparizione di Annemarie, causano l'arresto di Richard per estorsione e furto di valore. Egli viene incarcerato a Bristol nell'ottobre 1784.

### Parte Seconda (Ottobre 1784 - Gennaio 1786)
La situazione carceraria inglese da tempo suscita proteste e indagini, per l'affollamento e la promiscuità. A Bristol, Richard ha un regime duro, tuttavia la famiglia lo sostiene con cibo, biancheria e sapone e con un ritrovato della scienza che il cugino farmacista gli porta: una pietra in grado di filtrare e depurare l'acqua. Poco dopo si comprende che Richard non potrà essere processato nella sua città, dove la famiglia gode di ottima reputazione, ma a Gloucester, perché il furbo Trevillian ha fatto lì la denuncia. Così Richard è trasferito al carcere di questa città, dove i detenuti sono uomini e donne, nonché i piccini che generano e che solitamente muoiono di infezione.
Quando, dopo molti mesi, si celebra il processo, Richard comprende l'enormità dei mezzi che si sono messi in atto per affossarlo. La cosa peggiore è che si soprassiede alla sparizione della testimone più importante, cioè Annemarie Latour. Però viene almeno a cadere un'accusa e la condanna è a sette anni di deportazione. Da quando le colonie d'America si sono ribellate, non hanno più voluto accettare criminali dalla madrepatria e un esperimento di deportazione in Africa ha avuto conseguenze talmente disastrose che le autorità non hanno potuto ripercorrere quella via. Allora si prospetta per Richard e gli altri prigionieri una deportazione in una Terra Australis, di cui ancora si sa troppo poco. Rassegnato al fatto che, scontata la condanna, sarà quasi impossibile pensare al ritorno in patria, Richard si organizza con i compagni di prigionia. Egli ha saputo che i prigionieri saranno suddivisi in gruppi di sei e quindi convince i partenti, dodici, a formare due squadre. I compagni accettano Richard come guida di un gruppo e Ike Rogers a capo dell'altro.

### Parte Terza (Gennaio 1786 - Gennaio 1787)
Partiti da Gloucester il 6 gennaio 1786, dopo un faticoso e lungo viaggio, i detenuti raggiungono una nave adibita a penitenziario sul Tamigi. I primi giorni sono all'insegna della brutalità, ma ben presto le due squadre vengono assegnate al dragaggio del fiume, sotto l'autorità di tale Partridge. Possono così avere cibo migliore, aria e movimento; non si ammalano e le notti a bordo della nave penale sono più sopportabili. Richard riceve spesso visite di James Thistlethwaite, latore di notizie e benefico nel rifornirli di denaro e vestiti.
I mesi passano mentre il governo discute sulla spedizione, finché viene deciso che centinaia di prigionieri partiranno a bordo di navi negriere e raggiungeranno Botany Bay nel Nuovo Galles del Sud sotto il comando del capitano Arthur Phillip. Qui dovrà essere fondata una nuova colonia inglese e perciò saranno trasportati anche almeno duecento fanti, con i loro superiori. All'esercito viene assegnata la cura dei prigionieri, mentre la Marina sarà responsabile del viaggio e delle relazioni internazionali indispensabili con i porti in cui chiederà di attraccare.
Richard e i suoi undici compagni sono immediatamente scelti per il viaggio, essendosi rivelati detenuti modello. Hanno avuto le informazioni preziose di Thistlethwaite e si appellano alla loro forza interiore per superare anche questa prova. La partenza avviene il 6 gennaio 1787 e, con molte lacrime, tutti loro si separano definitivamente dalla madrepatria.

### Parte Quarta (Gennaio 1787 - Gennaio 1788)
La spedizione per Botany Bay salpa il 6 gennaio 1787, ma ad aprile le undici navi che la compongono sostano ancora nel Canale della Manica a causa di gravissime situazioni. Le ditte appaltatrici hanno agito in modo poco onesto nelle forniture, perciò vi sono inadeguatezza di cibo e di alloggio per i prigionieri e i fanti imbarcati loro malgrado. In particolare i fanti dovrebbero alloggiare in un ponte inferiore a quello dei prigionieri, assolutamente malsano e pericoloso. Così si ristrutturano in parte le navi trasporto uomini per alloggiare più degnamente i fanti e prevenirne un'insubordinazione. Si diffonde anche un'epidemia che uccide vari prigionieri e si tentano misure igieniche atte a limitare altri episodi di contagio. Però la Alexander si guadagna il nome di "nave della morte".
Il gruppo di Richard rimane unito e disciplinato: tutti fanno il possibile per mantenere l'igiene e non si ammalano. Solo Ike Rogers soffre terribilmente il mal di mare e questo lo porterà alla fine. Ma quando le navi prendono il mare aperto e la disciplina si attenua, Richard e i suoi si fanno apprezzare come pescatori o aiutanti. Le competenze di Richard gli consentono di comprendere come liberare con più efficacia la nave dai rifiuti organici e, ascoltato, ha la soddisfazione di vedere montata sulla nave un'attrezzatura da lui consigliata e che si rivela ottima.
Le soste del viaggio sono a Tenerife, a Rio de Janeiro e a Città del Capo. Ogni sosta si prolunga almeno un mese per consentire agli uomini di mangiare cibi freschi, di rifornirsi di generi vari e di non soccombere alla malinconia. Ma, lasciata Città del Capo, si deve affrontare una rotta mai percorsa da navi europee. Infatti le spedizioni precedenti erano giunte alla terra australe da ovest, via Capo Horn e attraverso l'Oceano Pacifico. La rotta da est era normalmente utilizzata per raggiungere l'Asia.
Dopo vari tentativi infruttuosi di prendere una rotta, l'Ammiraglio Phillip decide di dividere la flottiglia e di avanzare con sole quattro navi, tra cui la Alexander, contando sulla loro robustezza. Le altre devono seguire. Si osa praticare una rotta molto più a sud e la mossa consente di prendere venti assai gagliardi. Tra terribili tempeste, le navi filano velocissime e arrivano in vista della terra nel gennaio 1788. Non resta che risalire a nord, attraverso un canale limitato da grandi barriere scogliose. La manovra è molto difficoltosa e si perdono spesso i gradi di latitudine guadagnati con tanta fatica. L'arrivo a Botany Bay avviene il 19 gennaio, quando ormai molti prigionieri sono morti, e non pochi di disperazione.

### Parte Quinta (Gennaio - Ottobre 1788)
Botany Bay si rivela una zona impraticabile: paludosa e inadatta alla coltivazione, non potrebbe mai accogliere le centinaia di persone giunte con la flotta. Così l'ammiraglio Phillip decide di spostarsi più a nord, in località chiamata Port Jackson. Poiché sono giunte tutte le navi, la flotta si rimette in viaggio e il 28 gennaio si giunge alla nuova destinazione. La prima impressione è che si tratti di un luogo fertile, ma, avvenuto il complicato sbarco di uomini, animali, viveri e attrezzature, si precipita nella disorganizzazione ed emergono gli enormi problemi alla base della spedizione.
Richard e i suoi tentano la costruzione di una baracca, ma la vegetazione è troppo diversa da quella europea ed inoltre non hanno attrezzi. Così il riparo viene spazzato dal primo temporale e si deve ricominciare. Vengono alla luce imbrogli di ufficiali e soprattutto del comandante della Alexander, condannato a restituire il valore degli effetti personali che ha sottratto a una coppia di detenuti. Ne approfitta un altro ufficiale, Donovan, amico di Richard, per trovargli la preziosa cassetta degli attrezzi, indebitamente sottratta e forzata, ma alla quale non manca nulla.
Col passare delle settimane migliora la condizione dei prigionieri, grazie a Richard che può tornare a occuparsi delle armi dei soldati. Egli inoltre si sposa con una detenuta, Lizzie Lock, che conosceva dai tempi della prigione di Gloucester. Per la donna nutre un affetto fraterno e lei lo sa, ma insieme formano una piccola comunità ben custodita e operosa; infatti sono troppo frequenti i furti, nonché le scorrerie degli aborigeni, i quali arrivano ad avvelenare l'acqua del fiume.
Ma tutto questo finisce nel mese di ottobre. Un certo numero di detenuti viene spostato su un'isola, Norfolk Island, e tra di loro c'è Richard, in quanto esperto lavoratore dei metalli. L'isola fornisce i pini più adatti alle esigenze della colonia e ci vuole manutenzione per le poche seghe disponibili. Per qualche ignota ragione, Lizzie non è inclusa nell'elenco dei trasferiti e Richard le dice addio, pensando che la donna e gli amici ce la faranno molto bene da soli. Nel viaggio verso Norfolk Island, Richard prova per la prima volta una vera solitudine, ma comprende che questo, in fondo, è il suo destino.

### Parte Sesta (Ottobre 1788 - Maggio 1791)
A Norfolk Island le condizioni di vita sono decisamente più promettenti che a Port Jackson: vi crescono grandi pini, il terreno è fertile, l'acqua pulita e non ci sono indigeni. Il capitano King, preposto alla comunità, riesce a far lavorare i prigionieri con buoni risultati. Richard impianta varie segherie e altri prigionieri modello sono adibiti a incarichi prestigiosi. Ma quel che più preme a Richard è la solitudine, un bene inestimabile, dopo anni di promiscuità. Perciò, quando gli è possibile, si costruisce una casa in un luogo isolato.
Poi le cose peggiorano perché il comandante supremo, contando sulle risorse dell'isola, incomincia a trasferire prigionieri di cui vuole sbarazzarsi, nonché fanti, e invia il maggiore Ross a prendere il posto di King. Ross è un duro e fa lavorare tutti, sotto la minaccia (e la realtà) di terribili punizioni. La comunità si mostra in grado di continuare positivamente, ma gli arrivi si susseguono e, per finire, la nave Sirius, che doveva portare rifornimenti, si incaglia nelle scogliere e diviene inservibile. Questo obbliga il capitano e i marinai a stabilirsi anch'essi sull'isola. Attaccabrighe, risentiti perché devono lavorare, istigati dal loro comandante (lo aspetta la corte marziale per la perdita della Sirius), i marinai devono essere isolati e sono odiati da tutti.
Nel corso degli sbarchi, è arrivata anche Lizzie Lock, moglie legale di Richard. I due si incontrano per caso, ma Richard, sorpreso, dice alla donna di non volere una moglie e la ripudia in pubblico, infliggendole un'umiliazione che lei non ha fatto niente per meritarsi. Per questo, vari amici di Richard lo bandiscono, mentre il maggiore Ross, dopo aver parlato con Richard, assume Lizzie come governante. Il tempo passa e un giorno Richard, per il suo lavoro e la sua insostituibilità (saldatore, armaiolo, capo segheria) viene graziato da Ross, assieme ai migliori tra i prigionieri. Grande e inesprimibile è la sua felicità. Da quel momento riceve del terreno in proprietà, il pagamento per i suoi servizi in cambiali, un aiutante in casa.
Mesi dopo, arrivati altri prigionieri, si deve provvedere a donne mandate sull'isola perché si creino legami con i tanti uomini presenti. È allora che Richard trova nella foresta una giovane terrorizzata di vent'anni e di nome Kitty Clark. Aiutato dall'amico, il tenente Donovan, provvede all'igiene e alle cure della giovane, prendendola in casa sua. Infatti un decreto di Ross imponeva che tutti ospitassero un nuovo prigioniero. Richard non vorrebbe legami con la donna, che è nata lo stesso anno della sua prima figlia, ma col passare del tempo Kitty si rivela la persona giusta per stargli accanto e i due divengono una famiglia, anche se non ufficiale.

### Parte Settima (Giugno 1791 - Febbraio 1793)
Kitty concepisce un figlio da richard e nel febbraio 1792 partorisce una bimba senza difficoltà. La piccola è chiamata Kate. Richard è invaghito della figlioletta, ma non può riconoscerla, in quanto è ancora sposato con Lizzie Lock. Quest'ultima ha perso il lavoro e perciò si è unita a un fante che vuole fare il colono: i suoi rapporti con Kitty sono divenuti sereni, grazie al buon carattere della giovane. Ma la lontananza dalla madrepatria non dà la possibilità di un divorzio ed anzi si riversano sulle terre da poco colonizzate, nuove ondate di prigionieri.
Finalmente però le navi riescono a coprire in sei mesi il tragitto fino in Inghilterra e così giungono ai coloni molti oggetti indispensabili, giornali e gazzette e un'intera cassa per Richard, inviata dall'amico Thisthlewaite. Si ha conferma che in Francia è in corso una rivoluzione e che il re è stato deposto. Le colonie d'America sono tuttora indipendenti, e il governo britannico, pressato da molto scontento popolare e da tensioni etniche, teme di subire la sorte della Francia; quindi si sbarazza di quanti siano considerati indesiderabili.
Ma Richard ha da tempo capito che la triste e ingiusta esperienza della prigionia ha sviluppato in lui molti talenti e un carattere determinato. Egli ha il rispetto di tutti, una compagna che ricambia il suo amore e che attende un secondo figlio; è certo che l'avvenire dei suoi figli sarà migliore nella nuova terra. Non ha mai voluto scrivere in Inghilterra, però ora scrive all'amico per dirgli che non tornerà più. Con lucidità e obiettività, fa un bilancio delle delusioni che gli sono derivate dalla sua terra madre e delle promesse che il nuovo mondo serba per tutti loro. E le speranze di Richard avranno un lungo corso nel tempo.

## Edizioni
- Colleen McCullough, L'altra parte del mondo, traduzione di Giovanna Scocchera e Fabio Melarti, Scala stranieri, Rizzoli, 2001,  p. 712, ISBN 9788817868679.
- Colleen McCullough, L'altra parte del mondo, traduzione di Giovanna Scocchera e Fabio Melarti, BUR Narrativa, Rizzoli, 2004,  p. 713, ISBN 9788817002424.